# Lei de ação das massas
Em química, a lei de ação das massas é um modelo matemático que explica e prediz comportamentos de soluções em equilíbrio dinâmico. Pode ser descrito com dois aspectos: 1) o aspecto do equilíbrio, relacionado à composição de uma mistura em reação em equilíbrio e 2) o aspecto cinético relacionado à equações de taxas para reações elementares. Ambos os aspectos advém da pesquisa por Cato Maximilian Guldberg e Peter Waage (1864-1879) na qual constantes de equilíbrio foram derivadas pelo uso de dados cinéticos e a equação de taxa a qual eles tinham proposto. Guldberg e Waage também reconheceram que equilíbrio químico é um processo no qual taxas de reação de um sentido de reação e seu inverso devem ser iguais.
Tomada como uma afirmação sobre cinética, a lei estabelece que a taxa de uma reação elementar (uma reação que procede somente através de um estado de transição, que é uma etapa de mecanismo) é proporcional ao produto das concentrações das moléculas participantes. Em química moderna isto é derivado usando mecânica estatística.
Tomada como uma afirmação sobre equilíbrio, esta lei dá uma expressão para a constante de equilíbrio, uma grandeza caracterizando equilíbrio químico. Em química moderna isto é derivado usando termodinâmica de equilíbrio.

## Visão contemporânea
As constantes de afinidade, k+ e k-, do artigo de 1879 podem agora ser reconhecidas como as constantes de taxas. A constante de equilíbrio, K, foi derivada por ajustar-se as taxas de reação de um sentido e seu inverso para serem iguais. Isto também significou que as afinidades químicas das reações de um sentido e seu inverso são iguais. A expressão resultante
{\displaystyle K={\frac {[S]^{\sigma }[T]^{\tau }\dots }{[A]^{\alpha }[B]^{\beta }\dots }}\,}
é correta  mesmo da moderna perspectiva, separada do uso de concentrações em vez de atividade (o conceito de atividade química foi desenvolvido por Josiah Willard Gibbs, nos anos 1870, mas não foi amplamente conhecido na Europa até os anos 1890s).
A derivação das expressões de taxa de reação não é mais considerada ser válida. Todavia, Guldberg e Waage estavam no caminho certo quando sugeriram que a força condutora tanto para a reação num sentido quanto no seu inverso é igual quando a mistura está em equilíbrio. O termo usado para esta força foi afinidade química. Hoje a expressão para a constante de equilíbrio é derivada por ajustar-se o potencial químico das reações num sentido e no seu inverso para serem iguais. A generalização da lei de ação das massas, em termos de afinidade, para equilíbrio de estequiometria arbitrária foi uma conjectura arrojada e correta.
A hipótese que a taxa de reação é proporcional às concentrações dos reagentes é, estritamente falando, somente verdade para reações elementares (reações com uma única etapa de mecanismo). Para reações não elementares é possível apenas uma aproximação aplicando sua expressão à etapa mais lenta da reação.
{\displaystyle r_{f}=k_{f}[A][B]\,}
É também aplicável a reações de segunda ordem que podem não ser reações relacionadas. Guldberg e Waage foram afortunados nestas reações tal como a formação de ésteres e hidrólises, nas quais originalmente basearam sua teoria, realmente seguindo esta expressão de taxa.
Em geral muitas reações ocorrem com a formação de intermediários reativos, e/ou através de caminhos de reação paralelos. Contudo, todas as reações podem ser representadas como uma série de reações elementares e, se o mecanismo é conhecido em detalhes, a taxa de reação para cada etapa individual é dada pela expressão {\displaystyle r_{f}} tanto que a taxa total pode ser derivada das etapas individuais. Quando isto é feito a constante de equilíbrio é obtida corretamente das equações de taxa para as taxas de reação num sentido e seu inverso.